# Goriza Grantscharowa-Koscharewa

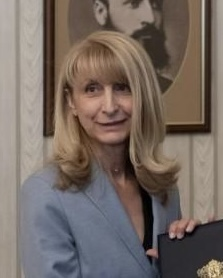
Goriza Nikolova Grantscharowa-Koscharewa (2024)

Goriza Nikolowa Grantscharowa-Koscharewa (auch Goritsa Nikolova Grancharova-Kozhareva geschrieben; bulgarisch Горица Николова Грънчарова-Кожарева, * 9. April 1966 in Raslog) ist eine bulgarische Wirtschaftsprüferin und Politikerin, die im August 2024 zur  Übergangsministerpräsidentin Bulgariens ernannt werden sollte. Letztendlich wurde sie jedoch aufgrund von Meinungsverschiedenheiten mit Präsident Rumen Radew über ihr vorgeschlagenes Übergangskabinett nicht in die Position berufen. Als politische Unabhängige ist sie stellvertretende Vorsitzende des Rechnungshofs.

## Leben, Ausbildung
Goriza Grantscharowa-Koscharewa absolvierte die D.A. Zenow Akademie für Wirtschaftswissenschaften in Schwischtow.
Zu ihrer bisherigen Stationen gehörten Positionen als Chefökonomin bei der National Revenue Agency im bulgarischen Finanzministerium, als Managerin bei CIBANK (mittlerweile eine KBC-Tochter), als stellvertretende Chefbuchhalterin bei Bulgargaz sowie verschiedene Positionen bei der TS Bank AD und DZI (ebenfalls mittlerweile KBC).

## Politik

### Karriere im Rechnungshof
Grantscharowa-Koscharewa wurde erstmals 2005 während der Amtszeit der Regierung von Simeon Sakskoburggotski von der Kleinpartei „Nowa Zora“ (Mitglied in der Sammelpartei „BSP für Bulgarien“) für den Rechnungshof nominiert. In dieser Rolle leitete sie den Audit-Bereich, der für die Prüfung des Verteidigungsministeriums, des Umweltministeriums, des Nationalen Statistikamtes, des Bulgarischen Nationalradios und -fernsehens sowie anderer staatlicher Institutionen verantwortlich war. Im Jahr 2011 verließ sie offiziell den Rechnungshof und wurde stattdessen in den Beratungsausschuss der Rechnungshofs berufen.
Während der Regierung Plamen Orescharski wurde Grantscharowa-Koscharewa 2014 erneut in den Rechnungshof berufen, wobei ihre Kandidatur persönlich von der BSP-Abgeordneten Kornelija Ninowa vorgestellt wurde. In ihrer erneuten Amtszeit als Mitglied des Rechnungshofs war sie für die Prüfung der Präsidialverwaltung, des Kabinetts des Ministerpräsidenten, der Nationalversammlung, der Bulgarischen Nationalbank und der Institutionen des Justizsystems verantwortlich. Sie leitete auch eine Arbeitsgruppe, die sicherstellen sollte, dass die Praktiken des Rechnungshofs internationalen Prüfungsstandards entsprechen. Ihre Rolle als Prüferin des Justizsystems führte zu Vorwürfen eines Interessenkonflikts, da ihr Ehemann, Michail Koscharew, zu dieser Zeit im Obersten Justizrat tätig war.

### Leitung des Rechnungshofs
Im Jahr 2015 wurde Grantscharowa-Koscharewa von der Partei IMRO für die Position der Leiterin des Rechnungshofs nominiert. Sie zog ihre Kandidatur jedoch kurzfristig zurück, und Zwetan Zwetkow wurde ohne Gegenkandidat gewählt. Sie wurde allerdings als eine von Zwetkows Stellvertretern ausgewählt, wobei sie für die Überwachung des Controllings, der Zusammenarbeit mit den Rechnungshöfen anderer NATO-Staaten sowie den Vorsitz des Ethikausschusses des Rechnungshofs verantwortlich war. Ihre Amtszeit als Stellvertreterin sollte offiziell sieben Jahre andauern (2015 bis 2022), jedoch setzte sie aufgrund der politischen Krisen in Bulgarien ab den frühen 2020er Jahren ihre Tätigkeit im Rechnungshof über ihr nominelles Mandat hinaus fort.
Am 20. Januar 2023 stimmte die bulgarische Nationalversammlung für die Absetzung von Tsvetkov als Leiters des Rechnungshofs nach Vorwürfen, dass die Institution die potenziell illegale Finanzierung von der Partei „Wir setzen den Wandel fort“ von Kiril Petkow und Assen Wassilew durch die Kryptowährungsbank Nexo nicht ordnungsgemäß untersucht habe. In der Entscheidung des Parlaments wurde festgelegt, dass Grantscharowa-Koscharewa die Rolle der amtierenden Leiterin des Rechnungshofs übernehmen sollte. Die Entscheidung des Parlaments wurde sofort von Präsident Rumen Radew angefochten, der behauptete, die Entscheidung sei verfassungswidrig.
Nach der Übernahme der Position der amtierenden Leiterin beschuldigte Grantscharowa-Koscharewa ihren Vorgänger Zwetkow der Misswirtschaft von Geldern und der Verzögerung von Prüfungsprozessen. Tsvetkov bestritt jedoch diese Vorwürfe.
Am 7. Juli 2023 entschied das bulgarische Verfassungsgericht, dass die Absetzung von Zwetkow verfassungswidrig gewesen sei, wodurch er technisch gesehen wieder in die Position des Leiters des Rechnungshofs eingesetzt wurde. Als Reaktion darauf stimmte das Parlament dafür, das Verfahren zur Wahl eines neuen Leiters des Rechnungshofs zu verlängern und Grantscharowa-Koscharewa Position als amtierende Leiterin zu bestätigen.
Am 11. Juli 2023 versuchte Zwetkow, das Gebäude des Rechnungshofs zu betreten, wurde jedoch von Grantscharowa-Koscharewa daran gehindert, die darauf bestand, dass sie weiterhin die amtierende Leiterin der Institution sei.
Der Stillstand wurde am 26. Juli 2023 gelöst, als die Nationalversammlung Dimitar Glawtschew zum neuen Leiter des Rechnungshofs wählte. Am 31. Juli übergab Grantscharowa-Koscharewa offiziell die Leitung an Glawtschew und kehrte in ihre Position als stellvertretende Leiterin zurück.
Am 9. April 2024 übernahm Dimitar Glawtschew die Position des kommissarischen Ministerpräsidenten und verließ seine Position als Leiter des Rechnungshofs für die Dauer seiner Amtszeit. In seiner Abwesenheit wurde Grantscharowa-Koscharewa erneut zur amtierenden Leiterin des Rechnungshofs gewählt.

### Designierte kommissarische Ministerpräsidentin
Gemäß den im Dezember 2023 verabschiedeten Verfassungsänderungen war Grantscharowa-Koscharewa als stellvertretende Leiterin des Rechnungshofs eine von neu Personen im öffentlichen Dienst, die vom Präsidenten als potenzielle kommissarische Ministerpräsidenten ausgewählt werden konnten.
Im August 2024, nach dem ergebnislosen Ende des Regierungsbildungsprozesses in der Nationalversammlung, wurde spekuliert, ob Glawtschew erneut als Übergangsministerpräsident ernannt oder durch eine andere Person aus der Liste der verfügbaren Kandidaten ersetzt werden würde. Am 9. August 2024 gab Präsident Radew offiziell bekannt, dass er Grantscharowa-Koscharewa für die Position der kommissarischen Ministerpräsidentin ausgewählt hatte, wobei er ihre nominelle politische Unabhängigkeit anführte. Radew gab ihr zehn Tage Zeit, um ein Übergangskabinett vorzulegen, damit er Neuwahlen für den 20. Oktober 2024 ansetzen konnte. In einer Pressekonferenz anlässliche ihrer Ernennung bestätigte sie, dass sie beabsichtige, einige der bereits benannten Übergangsminister aus der Glawtschew-Regierung beizubehalten und sofort mit den Interviews mit potenziellen weiteren Ministern beginnen werde.
Am 19. August 2024 schlug Goritsa Grantscharowa-Koscharewa offiziell ihr Übergangskabinett vor. Das Übergangskabinett bestand größtenteils aus Ministern des vorhergehenden Glawtschew-Kabinetts, was sie mit der Notwendigkeit der Stabilität begründete. Präsident Radew machte jedoch deutlich, dass er das vorgeschlagene Übergangskabinett aufgrund der Wiederernennung des umstrittenen Innenministers Kalin Stojanow nicht ernennen werde. Er bot Grantscharowa-Koscharewa eine dreistündige Frist an, in der sie eine andere, weniger umstrittene Person für die Position nominieren konnte. Dieses Angebot wurde von ihr jedoch abgelehnt. Sie verteidigte Kalin Stojanows Bilanz als Minister und behauptete, dass Radews vorgeschlagener Zeitrahmen nicht ausreichend gewesen sei.
Kurz nachdem ihr Übergangskabinett nicht ernannt worden war, informierte Grantscharowa-Koscharewa die bulgarische Generalstaatsanwaltschaft, um Beweise vorzulegen, dass sie während des Prozesses der Bildung der Übergangsregierung unter Druck gesetzt worden sei, Kalin Stojanow nicht zu ernennen.
In internationalen Medien wurde über den erneut gescheiterten Versuch einer Regierungsbildung von einer schweren Verfassungskrise berichtet. Am 27. August 2024 wurde schließlich das zweite Kabinett Glawtschew vereidigt.